# Frank Jerwood
Frederick Harold "Frank" Jerwood, född 29 november 1885 i Keighley, död 17 juli 1971 i Leicester, var en brittisk roddare.
Jerwood blev olympisk bronsmedaljör i åtta med styrman vid sommarspelen 1908 i London.